# Homotoma spiraca
Homotoma spiraca är en insektsart som först beskrevs av Yang och Li 1981.  Homotoma spiraca ingår i släktet Homotoma och familjen Homotomidae. Inga underarter finns listade i Catalogue of Life.